# Papa Gregório V
Gregório V (Saxônia, 972 — Roma, 18 de fevereiro de 999), nascido Bruno da Caríntia, foi o 138º Papa, de 996 a 999. Governou a Igreja com energia, cercado de inúmeros inimigos.

## Biografia
A confusão provocada em Roma por Crescêncio II e seus partidários impediu ao clero a eleição de um novo papa em 996. Foi então enviada uma comissão ao Imperador Otão III, pedindo-lhe, como "defensor da Igreja", uma intervenção. Otão III indicou Bruno, filho do Duque da Caríntia, que, após eleito, tomou o nome de Gregório V. Os 2 eram primos.
Embora muito jovem, Bruno era culto, severo e resoluto. Acompanhou-o luzida comitiva de arcebispos e príncipes e os romanos confirmaram com júbilo a escolha. Um dos objetivos de Gregório era a universalidade da Sé Apostólica de Roma. Em 21 de maio de 996, em Roma, coroou o imperador Otão. Os dois jovens, Otão com 16 e Gregório V com 25 anos, idealizaram um programa para a Igreja e para o Império em um sínodo que se seguiu à coroação. Foram anistiados os chefes de passadas rebeliões, ato de bondade pago com grande ingratidão. Crescêncio tramou contra o papa, que insistia em moralizar a cidade. A nobreza dissoluta aprovou a revolta contra o rigoroso papa alemão.
Crescêncio II obrigou Gregório a fugir, alçou o antipapa Filagato de Piacenza com o nome de João XVI e entregou Roma ao imperador grego. Otão III voltou com grande pompa e enorme exército em 998, depondo Filagato e humilhando Crescêncio publicamente antes de executá-lo. São Nilo de Rossano repreendeu Otão e Gregório pelas torturas e execuções e quis fazer do antipapa um monge, mas os próprios soldados do rebelde mutilaram-no na fuga desastrada que empreendeu. Gregório V defendeu o arcebispo Arnolfo contra o mal casado rei Roberto II de França. Os mais ilustres homens de ciência do tempo gozaram da amizade sincera de Gregório V, do qual se recorda que, em Roma, pregava sempre em três línguas. 
Gregório morreu em 16 de fevereiro de 999 com apenas 27 anos, suspeita-se que de envenenamento pelos partidários de Crescêncio.